# Garopaba (instrumental)
«Garopaba» es una canción compuesta en 1997 por el músico argentino Luis Alberto Spinetta y Eduardo "Dylan" Martí, interpretada por la banda Spinetta y los Socios del Desierto en el álbum Estrelicia MTV Unplugged de 1997, segundo de la banda y 26º en el que tiene participación decisiva Spinetta. 
Spinetta y los Socios del Desierto fue un trío integrado por Marcelo Torres (bajo), Daniel Wirtz (batería) y Luis Alberto Spinetta (guitarra y voz). En el recital unplugged de MTV la banda estuvo acompañada por el Mono Fontana (teclados), Nico Cota (percusión) y Eduardo "Dylan" Martí (guitarra).

## Contexto
El tema pertenece al álbum que registró el recital de Spinetta transmitido en octubre de 1997 en el célebre programa MTV unplugged. Spinetta se presentó con su banda Spinetta y los Socios del Desierto, que integró junto a Marcelo Torres (bajo) y Daniel Wirtz (batería). El trío fue acompañado en esa ocasión por el Mono Fontana (teclados) y Nico Cota (percusión). Spinetta realizó también algunos temas como solista.
Ese mismo año Spinetta había logrado doblegar a la industria discográfica, que durante dos años se había negado a reconocer el valor que Spinetta reclamaba por el álbum doble Spinetta y los Socios del Desierto, grabado en 1995, además de pretender limitarlo a un solo disco, álbum que sería considerado como una "cumbre" de la última etapa creativa de Luis Alberto Spinetta.
El recital coincide con un momento del mundo caracterizado por el auge de la globalización y en Argentina coincide con un momento de profundo cambio social, con la aparición de la desocupación de masas -luego de más de medio siglo sin conocer el fenómeno, la criminalidad -casi inexistente hasta ese momento-, la desaparición de la famosa clase media argentina y la aparición de una sociedad fracturada, con un enorme sector precario y marginado, que fue la contracara del pequeño sector beneficiado que se autodenominó como los "ricos y famosos". A ese entorno desolador se refería Spinetta cuando hablaba del "desierto".
Con respecto a su vida personal, en 1995 Spinetta había establecido una relación amorosa con Carolina Peleritti, que lo llevó a divorciarse en medio del acoso de la prensa amarilla, llegando a aparecer durante una persecución en la que no pudo eludir a los fotógrafos, con un cartel colgado al cuello en el que decía "Leer basura daña la salud; lea libros", obligando así a los fotógrafos a publicar ese mensaje. En 1997 la relación con Peleritti ya era pública y se extendería hasta 1999.

## El tema

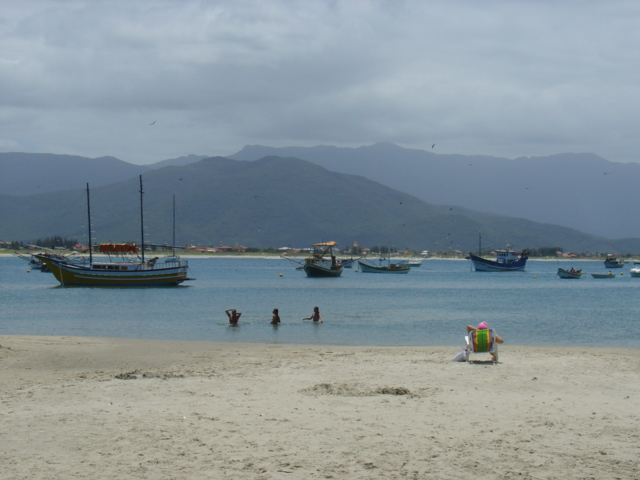
Playa de Baixo, en Garopaba.

Es el décimo cuarto y último track del CD y es uno de los seis temas inéditos que Spinetta ejecutó en el recital unplugged de la MTV, aunque luego no fue transmitido en el programa. El tema fue excluido por los productores del programa MTV Unplugged de las dos ediciones del recital transmitidas en 1997, la versión estándar de una hora y la versión ampliada emitida en una emisión especial. Spìnetta rescató el tema excluido por la MTV y lo jerarquizó ubicándolo como tema de cierre del disco.
El tema es una bossa nova-jazz referido a la ciudad balneario de Garopaba, en el sur de Brasil, con tradición de reducto hippie en los años 1970, donde Spinetta y Martí y sus familias habían pasado las vacaciones de 1996. Las familias de Spinetta y Martí solían veranear juntas.
En el tema Martí ejecuta la guitarra acústica, junto a Spinetta y los Socios del Desierto, Mono Fontana y Nico Cota.

## Spinetta y Eduardo "Dylan" Martí
Eduardo "Dylan" Martí fue un íntimo amigo de Spinetta, con quien el músico mantuvo una larga asociación artística. Martí desempeñó un papel fundamental en el arte visual spinetteano, tapas, fotografías, pósteres y sobre todo videoclips, siendo director de casi todos ellos. Compuso además tres temas musicales junto a Spinetta: "Almendra" que grabaron juntos en dúo de guitarra y "Quedándote o yéndote", ambos incluidos en el álbum Kamikaze de Spinetta, y Garopaba. Es el creador de la frase "El jardín de los presentes" que sirvió de título al último álbum de la banda Invisible. Obtuvo el Premio Gardel por el video "Mi elemento" de Luis Alberto Spinetta (2008) y fue curador de la muestra "Los libros de la memoria" realizada en 2012 sobre Spinetta.
Eduardo Martí es padre también de los músicos Lucas Martí y Emmanuel Horvilleur. Ambos formaron con los hijos de Spinetta la banda infantil Pechugo, que interpreta el tema "El mono tremendo" en Téster de violencia. Los hijos de ambos, Emmanuel Horvilleur y Dante Spinetta formaron el dúo Illya Kuryaki and the Valderramas.